# دهستان دره دران
دهستان دره دران نام دهستانی در بخش مرکزی شهرستان رفسنجان، استان کرمان در ایران است. براساس سرشماری مرکز آمار ایران در سال ۱۳۸۵، جمعیت آن ۲۴۹۳ نفر (۶۹۵ خانوار) بوده‌است.